# Magyar vasúti járművek H0-s méretarányú modelljei

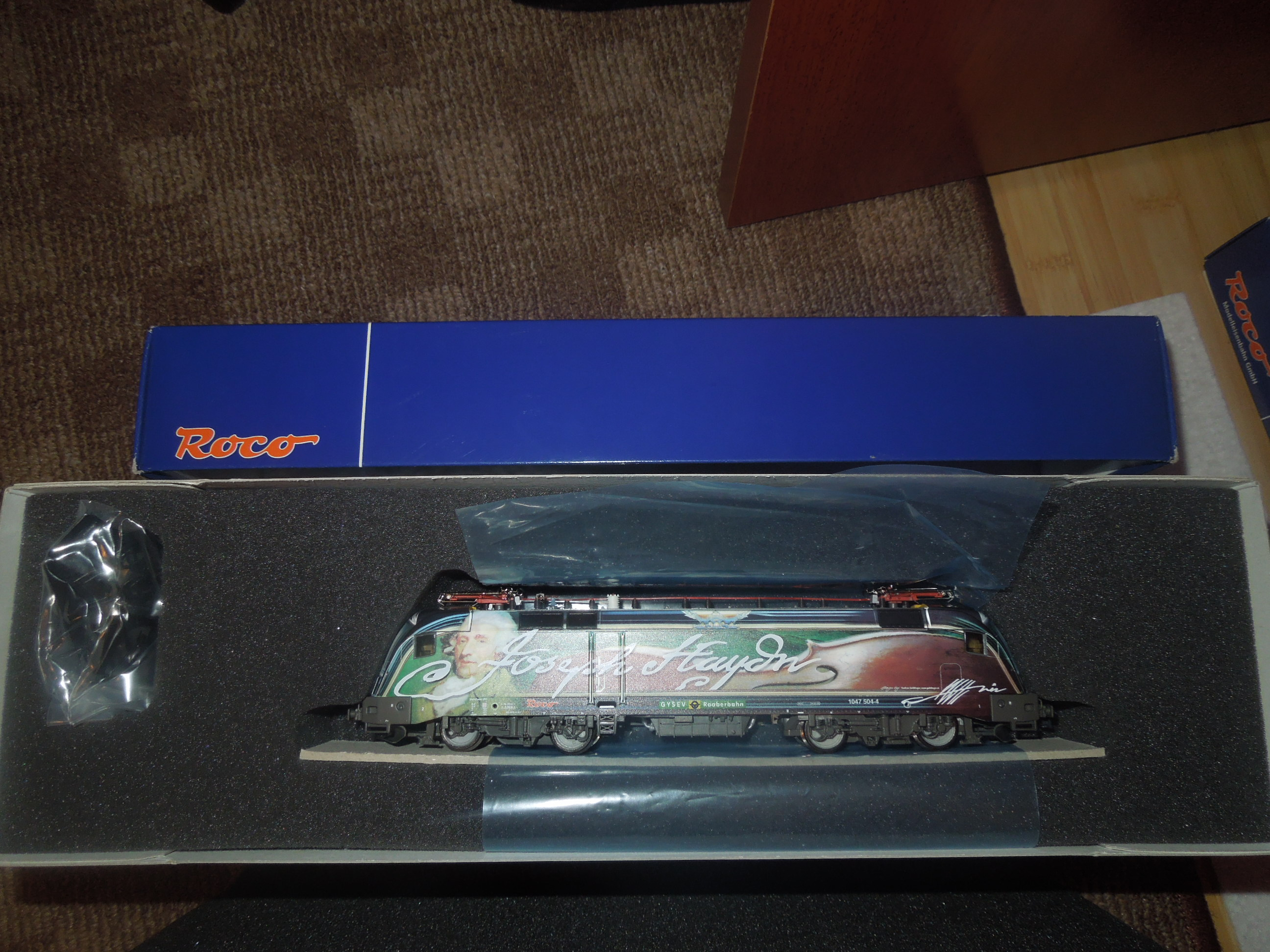
Haydn werbelok Tibenszky Tibor gyűjteményéből

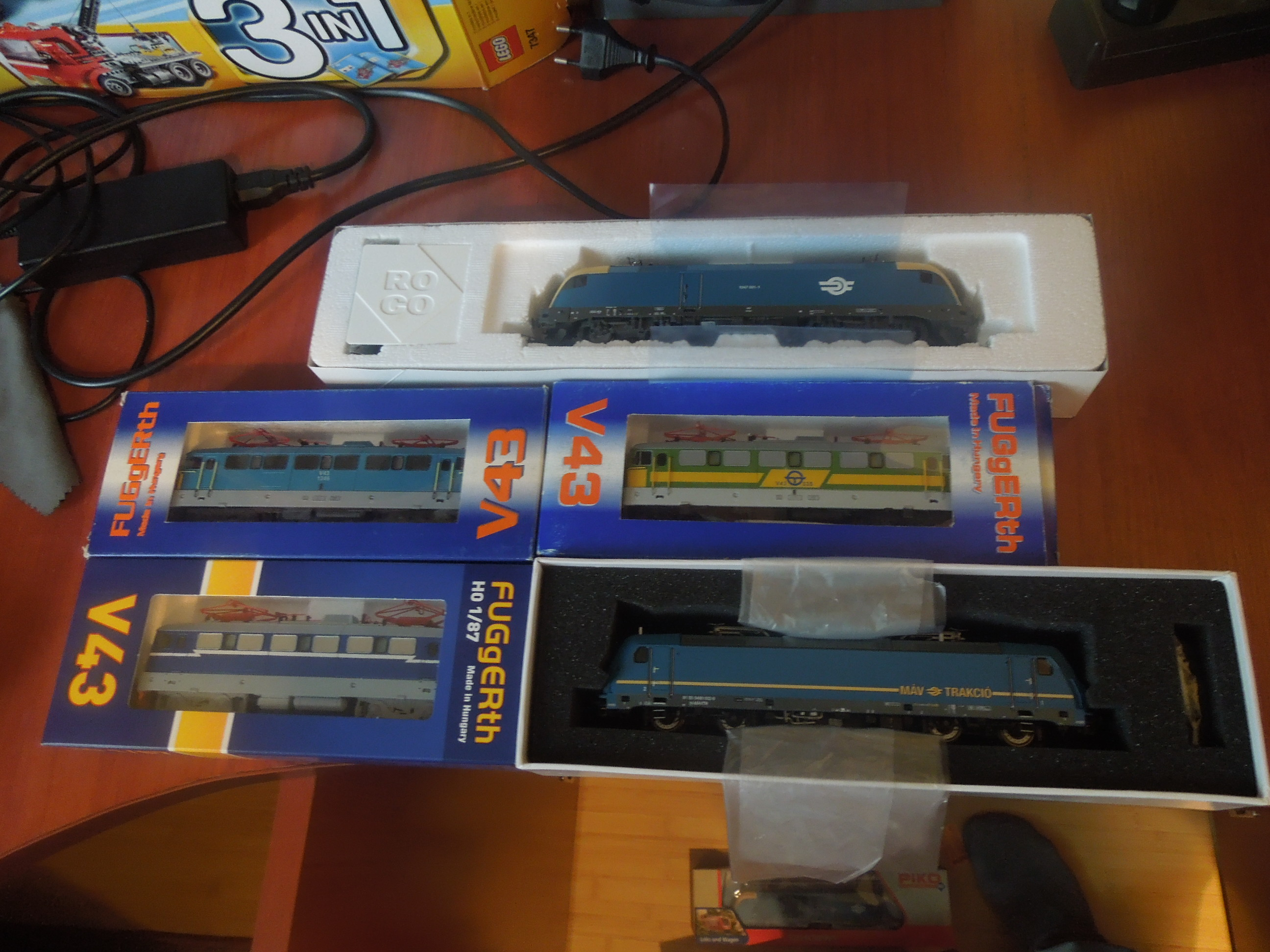
Magyar H0-s vasútmodellek Tibenszky Tibor gyűjteményéből

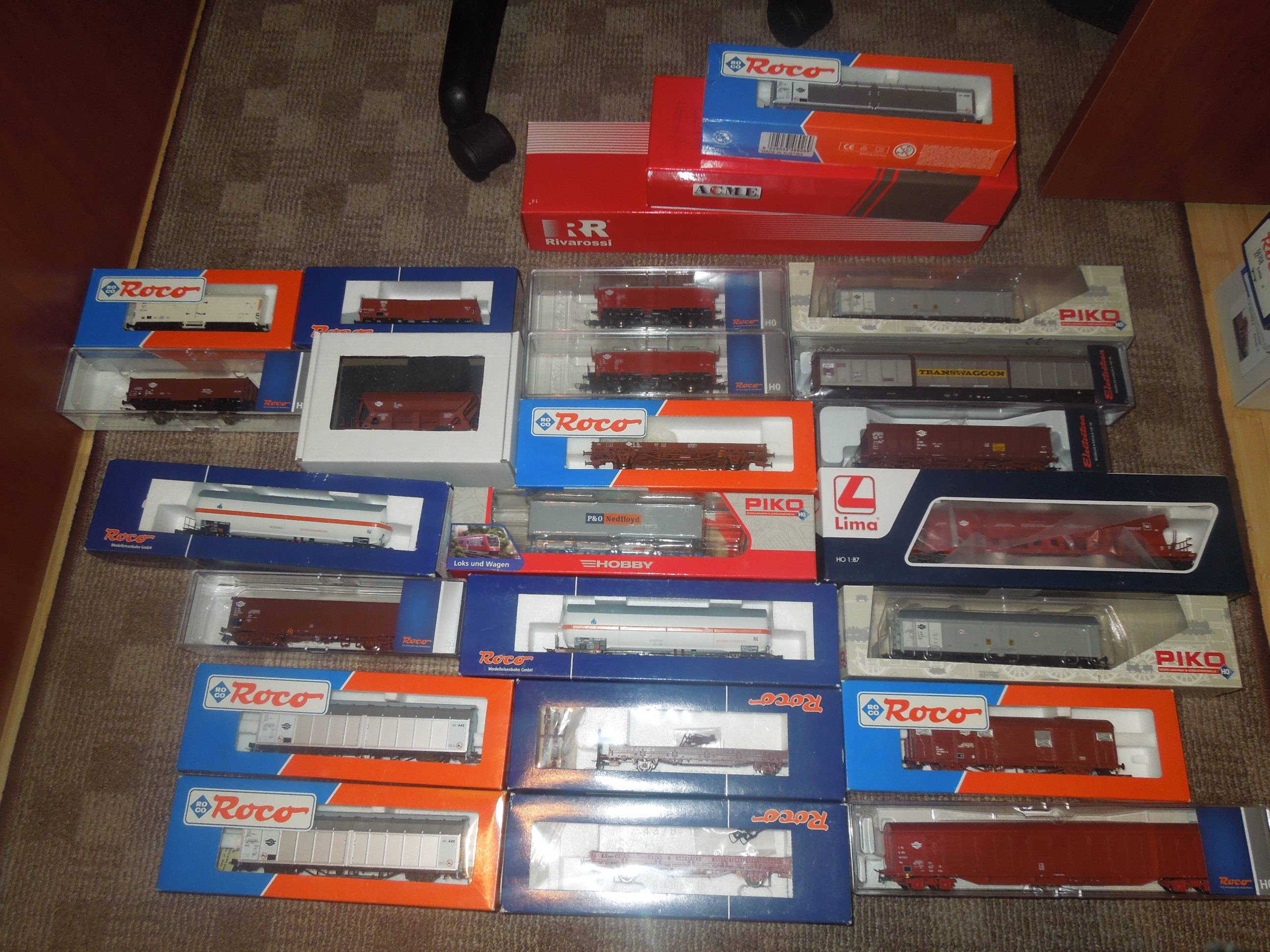
Magyar H0-s teherkocsi-modellek Tibenszky Tibor gyűjteményéből

Ez a lista a magyar vasúti vontatójárművek H0-s méretarányú modelljeit és gyártóit sorolja fel. A lista nem teljes.

## Dízelmozdonyok
- MÁV M28 sorozat - Limitbahn és Deák modellsport;
- MÁV M30 sorozat - Roco
- MÁV M31 sorozat - Deák modellsport;
- MÁV M40 sorozat - Limitbahn, Deák modellsport és Modell Zona;
- MÁV M41 sorozat - Fuggerth és MTB;
- MÁV M43 sorozat - Limitbahn;
- MÁV M44 sorozat - Limitbahn, Dommodells és MTB;
- MÁV M47 sorozat - Limitbahn;
- MÁV M61 sorozat - Roco, PIKO, NMJ és Heljan;
- MÁV M62 sorozat - Roco, Gützold és PIKO;
- GySEV M62 sorozat - Roco
- MÁV M63 sorozat - Groß Modell, MTB és A.C.M.E.

## Villamosmozdonyok
- MÁV V40 sorozat - Deák modellsport;
- MÁV V41 sorozat - Felixbahn;
- MÁV V42 sorozat - Felixbahn;
- MÁV V43 sorozat - Fuggerth, Deák modellsport, PIKO;
- MÁV V46 sorozat - Deák modellsport;
- MÁV V63 sorozat - ACME, Deák modellsport és Dommodells;
- MÁV 1047 sorozat - PIKO, Roco és Jaegerndorfer;
- MÁV 480 sorozat - Roco, PIKO, Acme, Quabla és Deák modellsport;

## Motorkocsikésmotorvonatok
- Bzmot - Deák modellsport; Varga&Varga , MTB
- MDmot - Quabla;
- Bombardier Talent - Brawa;
- Stadler FLIRT - Liliput;
- Siemens Desiro - PIKO

## Gőzmozdonyok
- MÁV 520 - Gützold;
- MÁV 109 - Roco
- MÁV 424 - Limitbahn;
- MÁV 324 - Limitbahn;

## Galéria

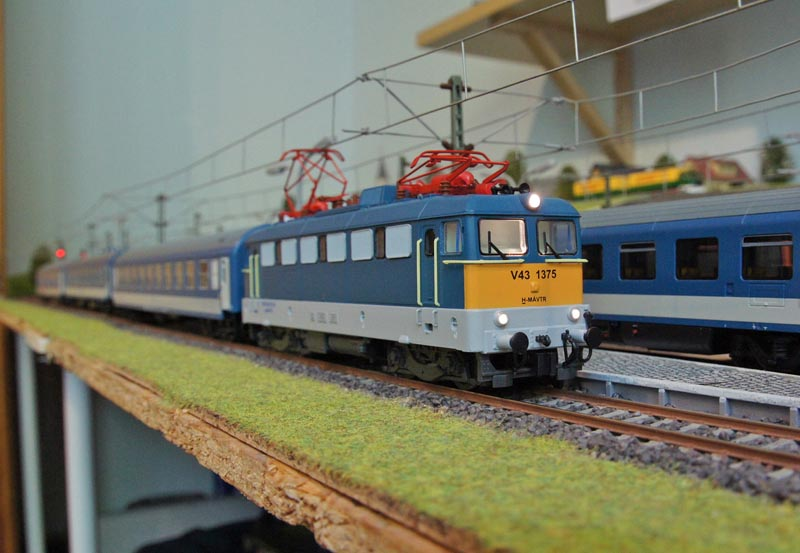
V43 375
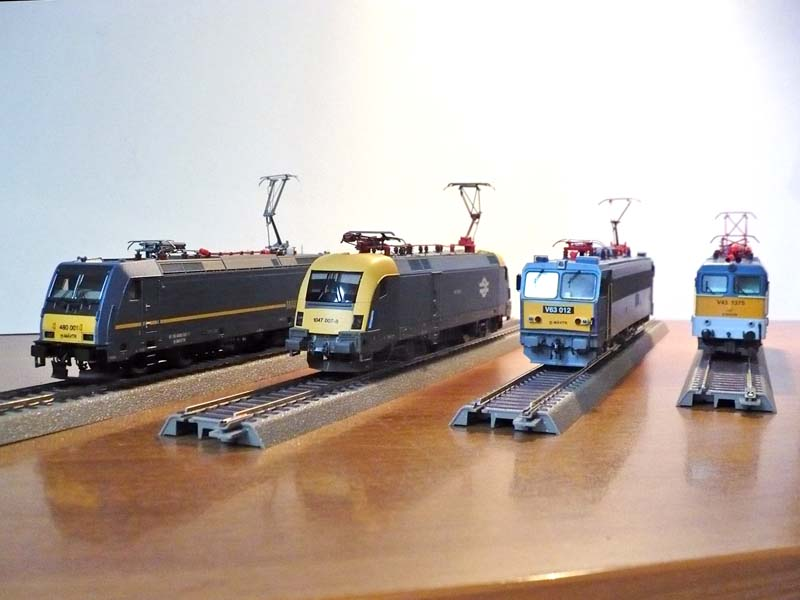
H0-s MÁV villanymozdonyok
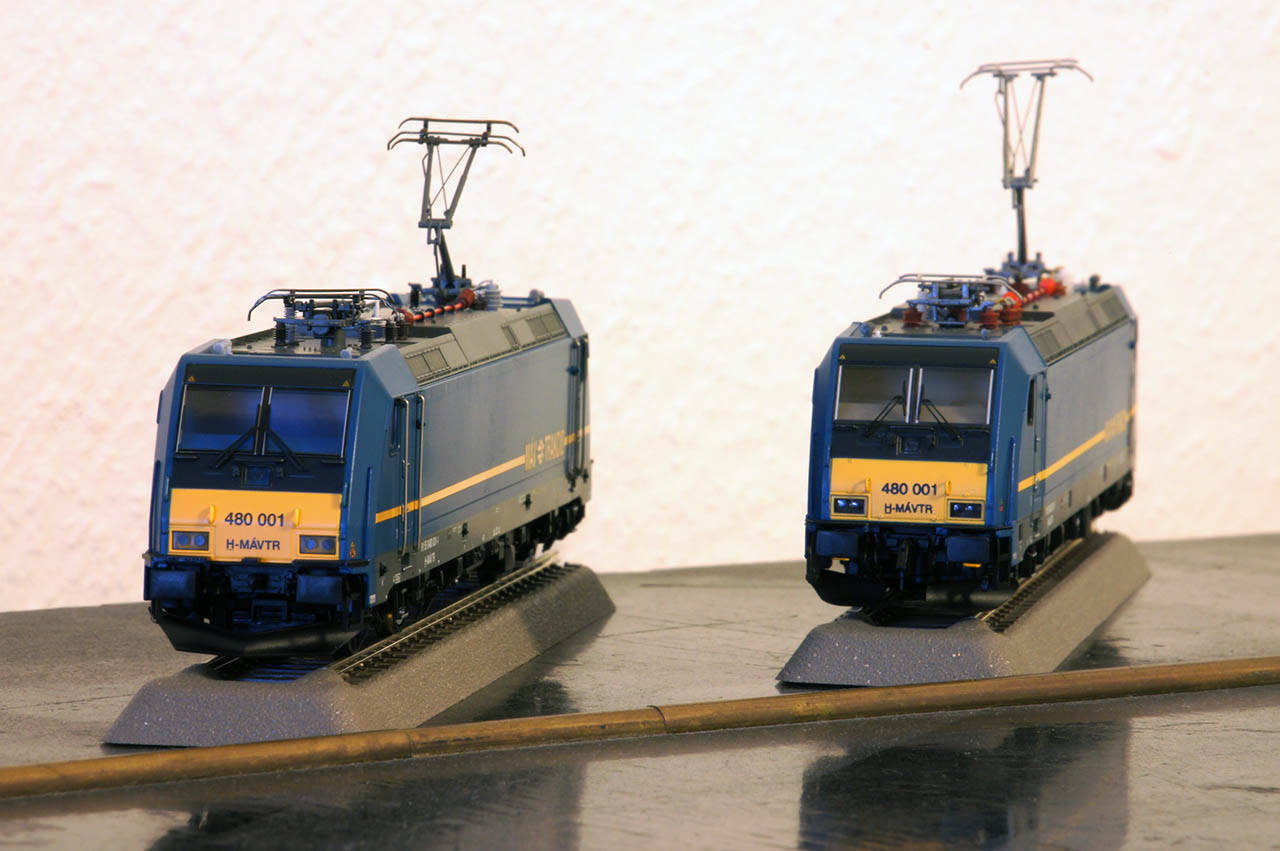
Roco (bal), és A.C.M.E. (jobb) gyártmányú 480-as mozdonyok egymás mellett
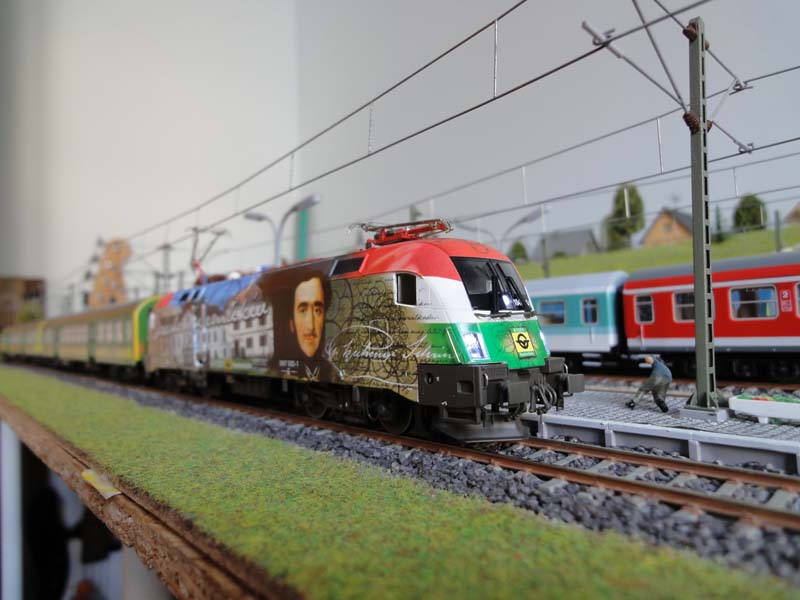
Jaegerndorfer GYSEV 1047 505
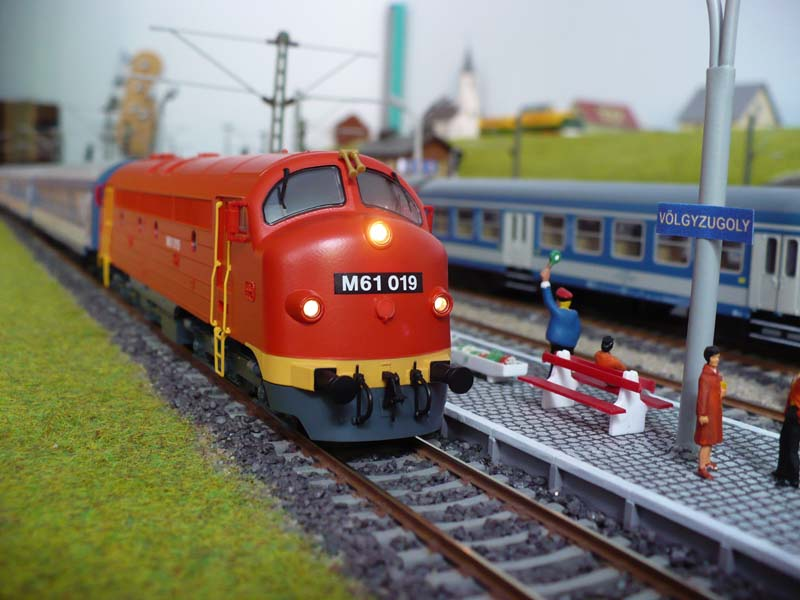
MÁV M61 019
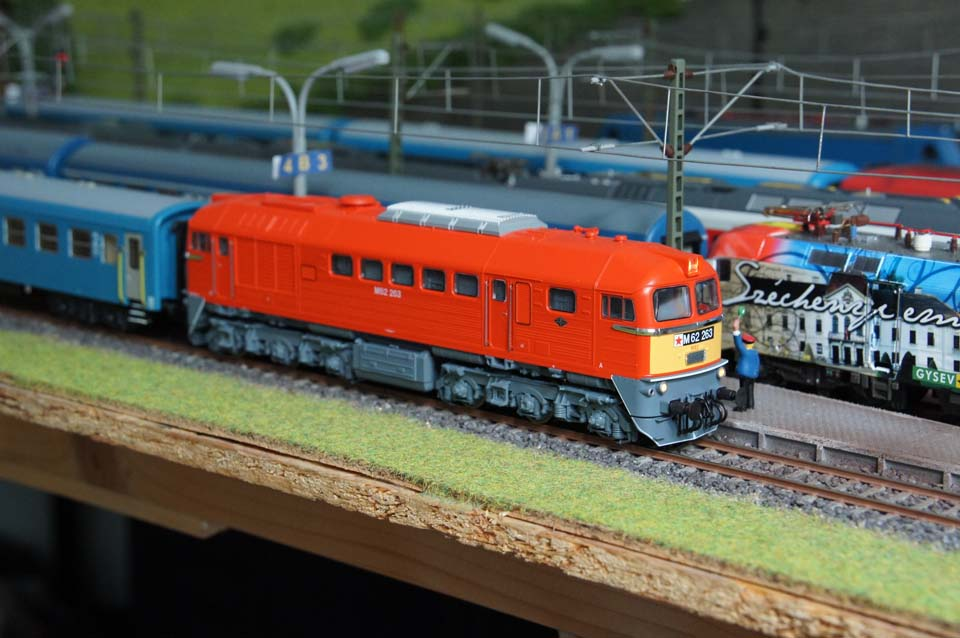
MÁV M62 263
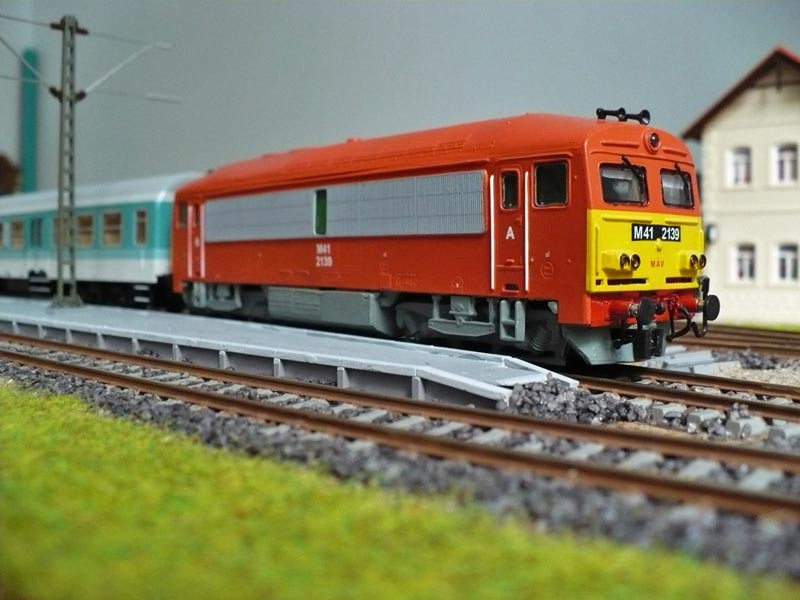
MÁV M41 2139